# Рахманинский сельсовет
Рахманинский сельсовет — сельское поселение в Петровском районе Тамбовской области Российской Федерации.
Административный центр — село Рахманино.

## История
Статус и границы сельского поселения установлены Законом Тамбовской области от 17 сентября 2004 года № 232-З «Об установлении границ и определении места нахождения представительных органов муниципальных образований в Тамбовской области».

## Население
| 2010 | 2012 | 2013 | 2014 | 2015 | 2016 | 2017 |
| ---- | ---- | ---- | ---- | ---- | ---- | ---- |
| 678  | ↘644 | ↘621 | ↗628 | ↘619 | ↘583 | ↘574 |
| 2018 | 2019 | 2020 | 2021 |      |      |      |
| ↘570 | ↘548 | ↘545 | ↘429 |      |      |      |

## Состав сельского поселения
| № | Населённый пункт | Тип населённого пункта       | Население |
| - | ---------------- | ---------------------------- | --------- |
| 1 | Большая Лазовка  | деревня                      | 0         |
| 2 | Никольское       | деревня                      | 2         |
| 3 | Песчаное         | село                         | ↘180      |
| 4 | Рахманино        | село, административный центр | ↘381      |
| 5 | Щегловка         | село                         | ↘115      |